# Жуньянский висячий мост
Жуньянский висячий мост (кит. трад. 潤揚長江大橋, упр. 润扬长江大桥, пиньинь Rùnyáng Chángjiāng Dàqiáo) — южная часть комплексного мостового сооружения, пересекающего реку Янцзы в провинции Цзянсу, примерно в 45 км восточнее бывшей столицы Нанкина. Комплекс состоит из двух мостов: висячего южного и вантового северного. Является частью Пекин-Шанхайской скоростной дороги. Название моста связано с тем, что он соединяет Чжэньцзян (бывший Жуньчжоу) и Янчжоу.
Длина основного пролёта Жуньянского висячего моста составляет 1 490 метров, таким образом, после завершения строительства в 2005 году, он стал четвёртым по длине висячим мостом в мире и вторым в Китае. Высота пилонов моста равна 215 м над уровнем моря. Ширина моста составляет 39,2 м, дорожное полотно вмещает 6 автомобильных полос и узкие дорожки по краям обеих сторон полотна, для технического обслуживания. Высота дорожного полотна над водной поверхностью усреднённо составляет около 50 метров.